# Eucalyptus chloroclada
Eucalyptus chloroclada är en myrtenväxtart som först beskrevs av William Faris Blakely, och fick sitt nu gällande namn av Lawrence Alexander Sidney Johnson och Kenneth D. Hill. Eucalyptus chloroclada ingår i släktet Eucalyptus och familjen myrtenväxter. Inga underarter finns listade i Catalogue of Life.